# Los notas
Los Notas es el nombre de un grupo de rock español, formado en Madrid en 1994 por Manolo Castro, Pablo Espinosa y Marino Minguez. Actualmente Filipo ha sustituido a Marino como bajista.

## Componentes
- Manolo Castro — guitarra eléctrica y voz
- Pablo Espinosa — batería y coros
- Filipo Venegas — bajo y coros

## Componentes pasados
- Marino Minguez — bajo y coros (1994-2002)

## Estilo
Los Notas se caracterizan por una música rápida, melódica y energética, cantada en castellano, en la que se juega con el humor y la ironía. Sin pretensiones de ningún tipo, se protesta contra lo cotidiano, hablando del bedel de tu universidad, del padre de tu novia que no la deja volver tarde o del bar que tiene que cerrar en pleno auge de la fiesta nocturna.
Los Notas es un grupo que ha bebido del punk americano (NOFX, Supersuckers, Green Day) y que no concibe la música de otra forma sino en directo, por lo sus esfuerzos se orientan a conseguir un sonido contundente en vivo.
Su sonido se aproxima al punk-rock y hardcore melódico, y dado lo atípico de sus letras, han denominado su estilo como "cafre-punk".

## Historia

### Inicios
Pablo y Manolo se conocen en 1992 estudiando en la Universidad Carlos III de Madrid. Es en 1994 cuando conocen a Marino y comienzan a ensayar en diferentes lugares (Leganés, Fuenlabrada, Madrid) hasta que se asientan en Azuqueca de Henares, compartiendo local y conciertos con Los Tarugos.

### Maqueta "Los Notas"
En 1996 graban una maqueta con 14 temas, con la misma denominación del grupo, financiada mediante la venta de vales en conciertos. La maqueta se grabó y se mezcló en el estudio de Paco Poza. Las copias se vendieron se vendieron rápidamente en sus conciertos.
Gracias a esta grabación, consiguieron tocar todos los fines de semana, muy habitualmente en Malasaña, y organizar su primera gira que les llevó desde Madrid a Galicia durante 2 semanas y dando un total de 8 conciertos (Puebla de Sanabria, Vigo, O'Grove, Coruña, Santiago de Compostela) completando en el Festival Félix Rock de Mougas.
Durante 1996 y 1997 participan en diversos de concursos (Semifinalistas del Concurso de El Hebe, Concurso Villa de Madrid, finalistas del Concurso de El Grial con la VacaAzul, Certamen La Octava Estrella de la Comunidad de Madrid, Certamen de Alcorcón, etc.) siendo el de más repercusión el triunfo en el Concurso Viña-rock-bledo de 1997.

### EL GOLPE (Primer disco)
Su maqueta llegó a manos de Santiago Bengochea, por aquel entonces AR de la discográfica AZ-Records de Barcelona que recomienda su fichaje, Los Notas firmarían un contrato para tres discos durante cinco años. El primer larga dureación se grabó los estudios Stacatto en Esplugas de LLobregat, en Barcelona, durante octubre de 1997, siendo producido por Jordi Pegenaute, guitarrista de Loquillo.
La intención del grupo era que este disco se denominase "¿Y por qué no?", igual que uno de los temas contenidos, pero finalmente a raíz de la idea del entonces AR de la discográfica y con el consenso de la banda, se decidió editarlo bajo el nombre de "El golpe" y sacarlo a la venta el 23 de febrero de 1998. El motivo del nombre y fecha de lanzamiento del primer disco de "Los Notas" radica en la intención del entonces AR de AZ Récords de provocar un cierto impacto en el público y despertar su curiosidad, intentando sustituir el recuerdo original que despertaba el 23-F y reemplazarlo por eventos más positivos, de forma que la gente recordara dicha fecha como la de la publicación del primer disco de Los Notas.
Tras la publicación del disco se sucedieron una serie de conciertos importantes para el grupo, como el festival Viña-Rock en Villarrobledo, en la sala Canciller de Madrid con Mamá Ladilla, en las Fiestas del Pilar de Zaragoza con DefConDos, en el Festimad de Madrid (en el Círculo de Bellas Artes), en el Panal Rock y Crisis Rock, ambos en Guadalajara, Festa d'Avant de Barcelona, etc.

### SALVESE QUIEN PUEDA (Segundo disco)
Durante septiembre de 2001 se graba en los estudios kmc de Madrid "Sálvese quien pueda", el segundo disco de Los Notas, con 10 temas, 9 temas propios y una versión de "Beat on the brat" de Los Ramones.
Debido a lo ajustado del presupuesto por parte de la discográfica, el grupo cuenta con apenas 40 horas de estudio para realizar grabación y mezclas. La producción corrió a cargo de Willy Vijande (ex-Ilegales, ex-Electric Playboys), y se introdujeron guitarras solistas a cargo de Carlos del Amo (We are Balboa).

## Discografía
- The Original Cafre-Sound of Los Notas (1996) (Maqueta)
- Los Notas (1997) (Maqueta)
- El Golpe (1998)
- Sálvese quien pueda (2002)